# Jolanta Małyszko
Jolanta Małyszko (ur. 15 czerwca 1964 w Białymstoku) – polska naukowczyni, lekarz nefrolog, profesor nauk medycznych.

## Życiorys
W 1983 ukończyła I Liceum Ogólnokształcące im. Adama Mickiewicza w Białymstoku. W 1989 ukończyła studia na kierunku lekarskim na Akademii Medycznej w Białymstoku, gdzie po stażu, w 1991, rozpoczęła pracę w Klinice Nefrologii. W 1992 pod kierunkiem prof. Michała Myśliwca z Kliniki Nefrologii AMB obroniła pracę doktorską „Badania nad aktywnością tkankowego aktywatora plazminogenu i jego inhibitora u chorych na mocznicę” uzyskując stopień naukowy doktora nauk medycznych w zakresie medycyny, specjalność: medycyna. W tym samym roku odbyła staż w ramach stypendium w Klinice Nefrologii Centre Hospitalier Universitaire Rouen (Francja). W latach 1993–1994 oraz 1995 przebywała na stażu w Hamamatsu University School of Medicine (Japonia), podczas którego otrzymała doktorat tamtejszej uczelni za pracę „FK 506 effects on platelet function in vitro”. W 1997 na podstawie osiągnięć naukowych i złożonej rozprawy „Funkcja płytek krwi, układ hemostazy i obwodowe mechanizmy serotonergiczne w chorobach nerek” uzyskała stopień naukowy doktora habilitowanego nauk medycznych w zakresie medycyny, specjalność: choroby wewnętrzne. Również w 1997 w ramach stypendium ERA-EDTA odbyła staż kliniczny w Klinice Nefrologii i Reumatologii na Uniwersytecie Heinricha Heinego w Düsseldorfie (Niemcy). W 1998 została zastępcą kierownika Kliniki Nefrologii i Chorób Wewnętrznych AMB oraz kierownikiem działającego przy niej Oddziału Dializ. W 2002 otrzymała tytuł naukowy profesora nauk medycznych. W 2010 odbyła staż w King’s College London (Wielka Brytania), a w 2011 w Szpitalu Ichilov (Izrael). Posiada specjalizację z chorób wewnętrznych II stopnia (1995), nefrologii II stopnia (1998), transplantologii klinicznej (2004), hipertensjologii (2006) oraz diabetologii (2010). W roku akademickim 2013/2014 skończyła studia podyplomowe z prawa medycznego i bioetyki na UJ.
W latach 2008–2011 pracowała jako professor associe na Université du Québec à Trois-Rivières. Od 2013 do 2018 pełniła funkcję kierownika II Kliniki Nefrologii z Oddziałem Leczenia Nadciśnienia Tętniczego i Pododdziałem Dializoterapii UMB. Od 2018 pełni funkcję kierownika Katedrzy i Kliniki Nefrologii, Dializoterapii i Chorób Wewnętrznych Warszawskiego Uniwersytetu Medycznego.
Jest zastępcą przewodniczącego Prezydium Komisji Nauk o Życiu Oddziału w Olsztynie i Białymstoku z siedzibą w Olsztynie Polskiej Akademii Nauk. Jest również członkiem Zarządu Głównego Polskiego Towarzystwa Nefrologicznego, członkiem zarządu Polskiego Towarzystwa Transplantacyjnego, członkiem Rady Naukowej European Renal Association – European Dialysis and Transplant Association, a także członkiem Sekcji IV – Nauk medycznych Centralnej Komisji ds. Stopni i Tytułów. W marcu 2015 została członkiem Zarządu Głównego ERA-EDTA na kadencję 2015-2018. W 2017 została wybrana do Zarządu grupy roboczej Eureca-M, zajmującej się problematyką powikłań sercowo-naczyniowych w chorobach  nerek Europejskiego Towarzystwa Nefrologicznego-Europejskiego Towarzystwa Dializ i Transplantacji (ERA-EDTA). Od 2017 jest członkiem grupy roboczej powikłań sercowo-naczyniowych SONG.
Członek komitetów redakcyjnych czasopism: International Urology and Nephrology, Archives of Medical Science, Transplantation Proceedings, Nephrology Dialysis Transplantion; członek rady naukowej czasopisma Nefrologia i dializoterapia polska.
Odznaczona Złotym Krzyżem Zasługi (2004).